# اینس فرر سوارز
 اینس فرر سوارز (اسپانیایی: Inés Ferrer Suárez‎؛ زاده ۱ ژوئن ۱۹۹۰) یک تنیس‌باز اهل اسپانیا است. 